# Gyula Gyenes
Gyula Gyenes (Hungría, 20 de febrero de 1911-26 de junio de 1988) fue un atleta húngaro especializado en la prueba de 4 x 100 m, en la que consiguió ser subcampeón europeo en 1938.

## Carrera deportiva
En el Campeonato Europeo de Atletismo de 1934 ganó la medalla de plata en los relevos de 4 x 100 metros, llegando a meta en un tiempo de 41.4 segundos, tras Alemania (oro) y por delante de Países Bajos (bronce).